# ふい字
ふい字（ふいじ）は作者の手書きのTrueTypeフォントである。商用・非商用を問わず無料で利用できる（ただしフォントファイルそのものの販売および加工は禁止されている）。
女性的な印象だが、癖は少なく可愛らしさと読みやすさが両立しているのが特長。等間隔フォントとふい字Pというプロポーショナルフォントの2種類が用意され、縦書きにも対応している。罫線の一部はハートマーク、温泉マーク、「う゛」の字などに置き換えられている。
現在は配布サイトである「ふい字置き場」を開くと、作者ホームページサービス（hp.vector）が終了した旨が表示され､ダウンロードができなくなっている。

## 最新バージョンの収録内容
フォントをダウンロードするときについてきたReadMeと作者のページより引用。
- ひらがな
- 全角・半角カタカナ
- 全角・半角英数字
- ギリシャ文字、ロシア文字
- 各種記号
- 絵文字(罫線の一部を置き換え)
- シフトJIS第一水準漢字
- シフトJIS第二水準漢字
- 人名用漢字のうち、一部

### 作者の作成している他のフォント
- まきばフォント
- おひさまフォント